# Caluromysiops irrupta
Caluromysiops irrupta — опосум із Південної Америки. Характеризується сірою шерстю, сірим низом живота і широкими чорними смугами, що йдуть від передніх лап, зустрічаються на плечах, йдуть уздовж серединної лінії спини, а потім розпадаються на паралельні смуги, що йдуть по задніх лапах

## Морфологічна характеристика
Це досить великий вид з довжиною голови й тулуба від 250 до 330 мм і довжиною хвоста від 310 до 340 мм. Довгий, щільний, м'який волосяний покрив на спині має сірувато-коричневий відтінок з чорними вкрапленнями, що тягнуться вниз по плечах. Ця смуга продовжується вниз по передніх ногах до зап'ястя та внизу по спині двома лініями, які проходять уздовж хребта, зливаючись із рештою хутра, коли вона простягається до крупа. Голова сірувато-коричнева, зі слабкими темними лініями. Щоки жовтаво-коричневі й можуть бути коричневі плями між очима та рожевим носом. Ікла довгі, моляри великі. Вуха круглі та яскраво-жовті зсередини. Хвіст пухнастий. Це один з двох видів родини (другий — Glironia venusta), у якого шерсть поширюється в непігментовану частину хвоста. Більша частина хвоста дорослої особини кремового кольору, хоча він темно-сірий біля основи й білуватий на голому кінчику (кінцеві 15–20 мм). Молодь має повністю шерстисті хвости, а так зовні дуже схожі на дорослих. У цього виду добре розвинені мішки.

## Середовище проживання
Країни: зх. Бразилія, пд.-сх. Колумбія, сх. Перу.
Цей вид відомий з вологих лісів.

## Спосіб життя
Веде деревний, солітарний і нічний спосіб життя. У посушливий період харчується нектаром квітів, імовірно, також фруктами; у неволі на додаток споживає дрібних хребетних.